# Donyomurwak
Donyomurwak è una circoscrizione rurale (rural ward) della Tanzania situata nel distretto di Siha, regione del Kilimangiaro. Conta una popolazione di 9 840 abitanti (censimento 2022).